# Merghelynck
De familie Merghelynck was een notabele en adellijke familie die in Ieper en omliggende woonde en actief was.
- François-Ignace Merghelynck x Amélie Strabant. Hij was lid van de Burgerlijke Godshuizen en de Armenzorg van Ieper en ontving in 1773 opname in de adelstand van de Zuidelijke Nederlanden.
  - Clément Merghelynck (Ieper, 8 januari 1772 - 11 juni 1833) x Sophie de Langhe (Ieper, 21 juli 1776 - 6 januari 1843). Hij was erfachtig trezorier van de stad Ieper en werd in de erfelijke adelstand erkend onder het Verenigd Koninkrijk der Nederlanden op 4 maart 1823.
    - Ernest Merghelynck (Ieper, 26 april 1813 - 28 augustus 1869) x Laure Carton (Ieper, 6 december 1818 - 29 augustus 1869). Hij was liberaal gemeenteraadslid van Ieper en voorzitter van het Bureel van Weldadigheid, provincieraadslid en bestendig afgevaardigde van West-Vlaanderen. Hij was ook medestichter van de ULB. Zijn vrouw was een dochter van burgemeester Henri Carton.
      - Ernestine Merghelynck (Ieper, 1 mei 1840 - Nice, 18 februari 1876) x ridder Gustave de Stuers (Ieper, 1820 - Brussel, 1894), ambassaderaad, schepen van Ieper, provincieraadslid.
      - Maurice Merghelynck (Ieper, 23 mei 1844 - 26 juli 1883), was gemeenteraadslid van Ieper, lid van het Bureel van Weldadigheid, kapitein van de Burgerwacht.

    - Arthur Merghelynck (Ieper, 9 mei 1817 - 23 april 1868) was voorzitter van de Burgerlijke Godshuizen in Ieper.
    - Leopold Merghelynck (Ieper, 24 december 1819 - 24 oktober 1866) x Elise Carton (Ieper, 7 mei 1820 - Brussel, 31 oktober 1871), dochter van burgemeester Henri Carton. Hij was schepen van Ieper.
      - Ferdinand Merghelynck (Ieper, 5 juni 1845 - Parijs, 27 maart 1917) x Laure Hynderick de Teulegoet (Elsene, 20 november 1852 - Sint-Gillis, 9 november 1930). Hij werd advocaat en vervolgens arrondissementscommissaris voor Ieper (1876-1915).
        - Leopold Merghelynck (Elsene, 6 februari 1874 - Ieper, 1 april 1912) was diplomaat.
        - Robert Merghelynck (Ieper, 7 augustus 1875 - Elsene, 31 januari 1950) x Isabelle de Marotte de Montigny (Braives, 12 november 1883 - Elsene, 26 maart 1953).

      - Arthur Merghelynck (Ieper, 9 maart 1853 - 14 juli 1908) x Julienne Flyps (Langemark, 27 mei 1866 - Wulveringem, 13 mei 1941). Hij was burgemeester van Wulveringem, oudheidkundige en genealoog.